# Third Day
Third Day est un groupe de rock chrétien évangélique américain, qui a été actif de 1991 à 2018. Le groupe a gagné 4 Grammy Awards et 22   Dove Awards.

## Histoire
Third Day est fondé Atlanta aux États-Unis en 1991, par le chanteur Mac Powel et le guitariste Mark Lee après le lycée,,. Le nom du groupe qui signifie "troisième jour" en français, fait référence à la résurrection d'entre les morts de Jésus le troisième jour après sa crucifixion . En 2018, le groupe a donné sa tournée d’adieu. 

## Musiciens
1. Mac Powell - chant et guitare
2. Mark Lee - guitare
3. Brad Avery - guitare
4. Tai Anderson  - basse
5. David Carr - percussions

## Discographie
Le groupe a produit 18 albums .
1. Third Day (1995)
2. Conspiracy No. 5 (1996)
3. Southern Tracks (1999)
4. Time (1999)
5. Offerings (2000)
6. Come Together (2001)
7. Carry Me Home (2002)
8. Offerings II (2003)
9. Wire (2004)
10. Live Wire (2004)
11. Wherever You Are (2005)
12. Christmas Offerings (2006)
13. Revelation (2008)
14. Live Revelations (2009)
15. Move (2010)
16. Miracle (2012)
17. Lead Us Back: Songs of Worship (2015)
18. Revival (2017)

## Récompenses
En 2024, au cours de son histoire, le groupe a reçu 4 Grammy Awards  et 25 Dove Awards.

### American Music Awards
| Year | Award                                      | Result  |
| ---- | ------------------------------------------ | ------- |
| 2008 | Artistes inspirants contemporains préférés | Lauréat |

### Grammy Awards
| Year | Award                                                               | Title                            | Result     |
| ---- | ------------------------------------------------------------------- | -------------------------------- | ---------- |
| 1998 | Meilleur album rock gospel                                          | Conspiracy No. 5                 | Nomination |
| 2000 | Meilleur album rock gospel                                          | Time                             | Nomination |
| 2001 | Meilleur album rock gospel                                          | Offerings: A Worship Album       | Nomination |
| 2003 | Meilleur album rock gospel                                          | Come Together                    | Lauréat    |
| 2004 | Album gospel contemporain                                           | Offerings II: All I Have to Give | Nomination |
| 2005 | Meilleur album rock gospel                                          | Wire                             | Lauréat    |
| 2006 | Meilleur Pop/Album gospel contemporain                              | Live Wire                        | Nomination |
| 2007 | Meilleur Pop/Album gospel contemporain                              | Wherever You Are                 | Lauréat    |
| 2010 | Best Rock or Rap Gospel Album                                       | Live Revelations                 | Lauréat    |
| 2010 | Meilleure performance Gospel                                        | Born Again                       | Nomination |
| 2010 | Meilleure chanson gospel                                            | Born Again                       | Nomination |
| 2016 | Meilleure performance / chanson de musique chrétienne contemporaine | Soul on Fire                     | Nomination |

### Gospel Music Awards
| Year | Award                                              | Title                                               | Result     |
| ---- | -------------------------------------------------- | --------------------------------------------------- | ---------- |
| 1998 | Album rock de l’année                              | Conspiracy No. 5                                    | Lauréat    |
| 1998 | Chanson de rock enregistrée de l’année             | Alien                                               | Lauréat    |
| 1999 | Chanson de rock enregistrée de l’année             | Agnus Dei                                           | Nomination |
| 1999 | Album d’événement spécial de l’année               | Exodus                                              | Lauréat    |
| 2000 | Album rock de l’année                              | Time                                                | Lauréat    |
| 2001 | Groupe de l’année                                  |                                                     | Lauréat    |
| 2001 | Artiste de l’année                                 |                                                     | Lauréat    |
| 2001 | Chanson de rock enregistrée de l’année             | Sky Falls Down                                      | Lauréat    |
| 2001 | Album de louange et d’adoration de l’année         | Offerings: A Worship Album                          | Lauréat    |
| 2001 | Album d’événement spécial de l’année               | City on a Hill: Songs of Worship and Praise         | Lauréat    |
| 2002 | Groupe de l’année                                  |                                                     | Lauréat    |
| 2002 | Chanson de rock enregistrée de l’année             | Come Together                                       | Lauréat    |
| 2002 | Album rock de l’année                              | Come Together                                       | Lauréat    |
| 2002 | Vidéo musicale de l'année longue                   | Third Day Live in Concert: The Offerings Experience | Lauréat    |
| 2003 | Groupe de l’année                                  |                                                     | Lauréat    |
| 2003 | Chanson de rock enregistrée de l’année             | 40 Days                                             | Lauréat    |
| 2003 | Album d’événement spécial de l’année               | City on a Hill: Sing Alleluia                       | Lauréat    |
| 2004 | Groupe de l’année                                  |                                                     | Nomination |
| 2004 | Chanson rock/contemporaine de l’année              | Sing a Song                                         | Nomination |
| 2004 | Chanson rock/contemporaine de l’année              | You are so Good to me                               | Nomination |
| 2004 | Chanson d'adoration de l'année                     | God of Wonders                                      | Nomination |
| 2004 | Album de louange et d’adoration de l’année         | Offerings II: All I Have To Give                    | Lauréat    |
| 2004 | Vidéo musicale de l’année longue                   | Third Day Live in Concert, The Come Together Tour   | Lauréat    |
| 2005 | Chanson de rock enregistrée de l’année             | Come on Back To Me                                  | Nomination |
| 2005 | Album rock / contemporain de l’année               | Wire                                                | Lauréat    |
| 2006 | Chanson de l’année                                 | Cry Out To Jesus                                    | Nomination |
| 2006 | Chanson enregistrée pop / contemporaine de l’année | Cry Out To Jesus                                    | Lauréat    |
| 2006 | Album rock / contemporain de l’année               | Wherever You Are                                    | Nomination |
| 2006 | Vidéo musicale de l'année longue                   | Live Wire                                           | Nomination |
| 2007 | Artiste de l’année                                 |                                                     | Nomination |
| 2007 | Chanson de l’année                                 | Cry Out To Jesus                                    | Nomination |
| 2007 | Album de Noël de l’année                           | Christmas Offerings                                 | Lauréat    |
| 2009 | Artiste de l’année                                 |                                                     | Nomination |
| 2009 | Groupe de l’année                                  |                                                     | Nomination |
| 2009 | Album pop / contemporain de l’année                | Revelation                                          | Lauréat    |
| 2009 | Emballage de musique enregistrée de l'année        | Revelation                                          | Lauréat    |
| 2010 | Vidéo musicale de l’année longue                   | Live Revelations                                    | Nomination |
| 2011 | Rock/Contemporary Recorded Chanson de l’année      | Lift Up Your Face                                   | Nomination |
| 2011 | Album rock / contemporain de l’année               | Move                                                | Nomination |
| 2011 | Emballage de musique enregistrée de l'année        | Move                                                | Lauréat    |
| 2015 | Chanson enregistrée pop / contemporaine de l’année | Soul on Fire                                        | Nomination |
| 2015 | Album pop / contemporain de l’année                | Lead Us Back: Songs of Worship                      | Nomination |

### Billboard
- No. 3 Albums chrétiens Artiste de la décennie
- No. 5 Artiste de la décennie chrétienne
- No. 15 Chanson chrétienne de la décennie: "Cry Out to Jesus"
- No. 27 Chanson chrétienne de la décennie: "Call My Name"
- No. 39 Chanson chrétienne de la décennie: "You Are So Good to Me"
- No. 43 Chanson chrétienne de la décennie: "Mountain of God"
- No. 28 Album chrétien de la décennie: "Wherever You Are"
- No. 33 Album chrétien de la décennie: "Come Together"
- No. 37 Album chrétien de la décennie: "Offerings: A Worship Album"
- No. 39 Album chrétien de la décennie: "Offerings II: All I Have to Give"